# Xixiposaurus
Xixiposaurus é um gênero de dinossauro prosaurópode que existia onde atualmente se localiza a Formação Lower Lufeng, China durante o período Jurássico inferior. Foi nomeado pela primeira vez por Toru Sekiya em 2010 e o espécime tipo é o Xixiposaurus suni.